# 泰國宗教
泰國宗教 (2010)

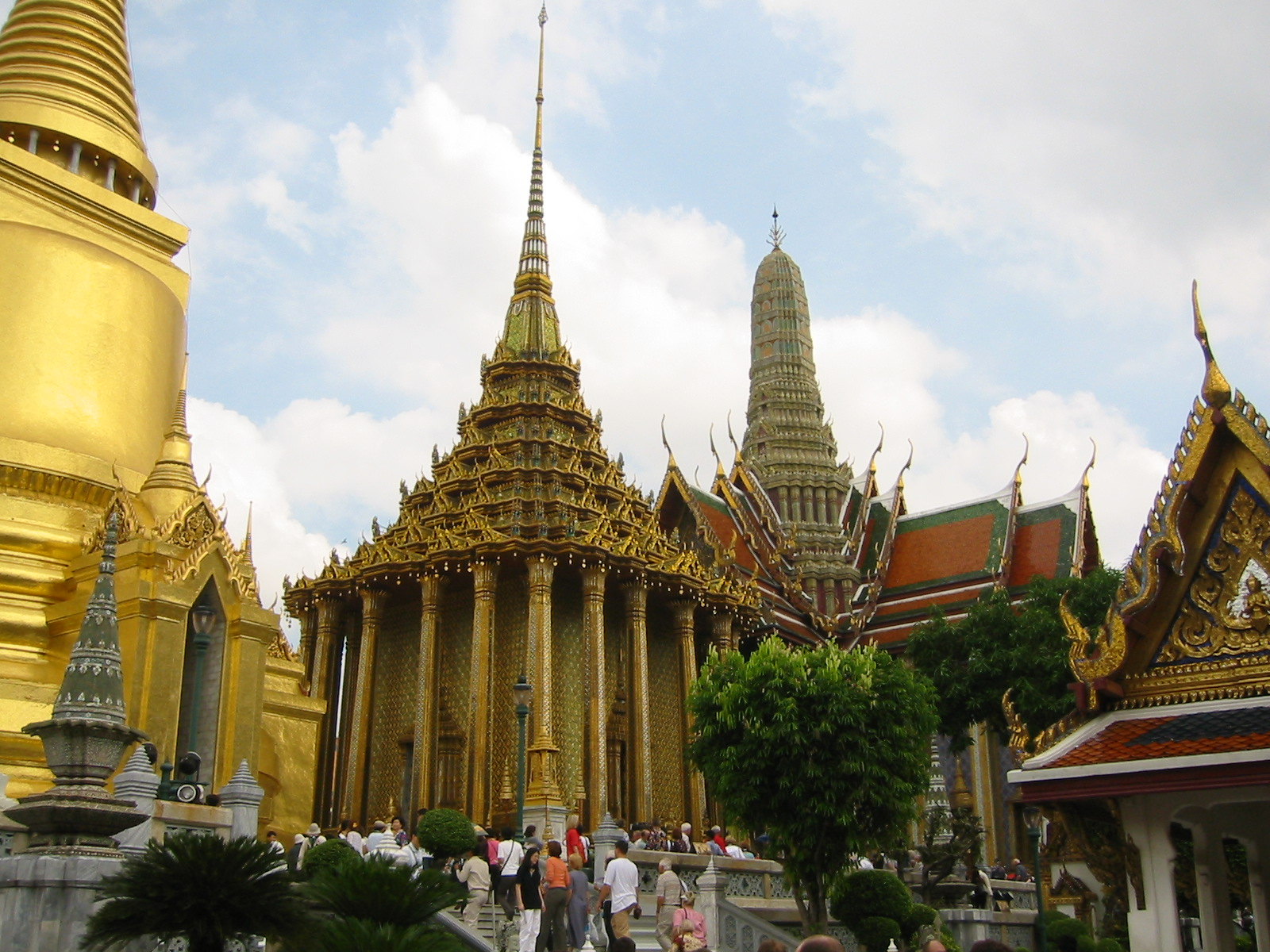
泰國曼谷玉佛寺

泰國憲法未規定泰國國教，而且保障所有泰國公民的宗教自由——但是國王一定要是佛教徒。2000年的調查結果顯示，94.6%的泰國人是信仰上座部佛教的佛教徒。穆斯林是泰國第二大宗教群體，占泰國人口的4.6%。 泰國最南端的府份——北大年府、惹拉府、陶公府以及宋卡府及春蓬府的部份地區——有著大量穆斯林人口，其中既有泰族也有馬來族。泰國南端主要是馬來人。基督徒（主要是天主教）占泰國人口的0.7%。錫克教徒和印度教徒人數較少，但也有一定影響力，他們居住在城市裡，主要從事零售業。
17世紀後，泰國有少量的猶太人。由2011年開始，馬來穆斯林活動人士——泰國政府稱之為恐怖分子或分裂主義者——因腐敗及種族歧視與中央政府對抗。隸屬於文化部的泰國宗教局（Thailand's Department of Religion）負責該國宗教團體的註冊。它與泰國移民署的警察一起負責監管外國傳教士的傳教。

## 主要宗教

### 佛教

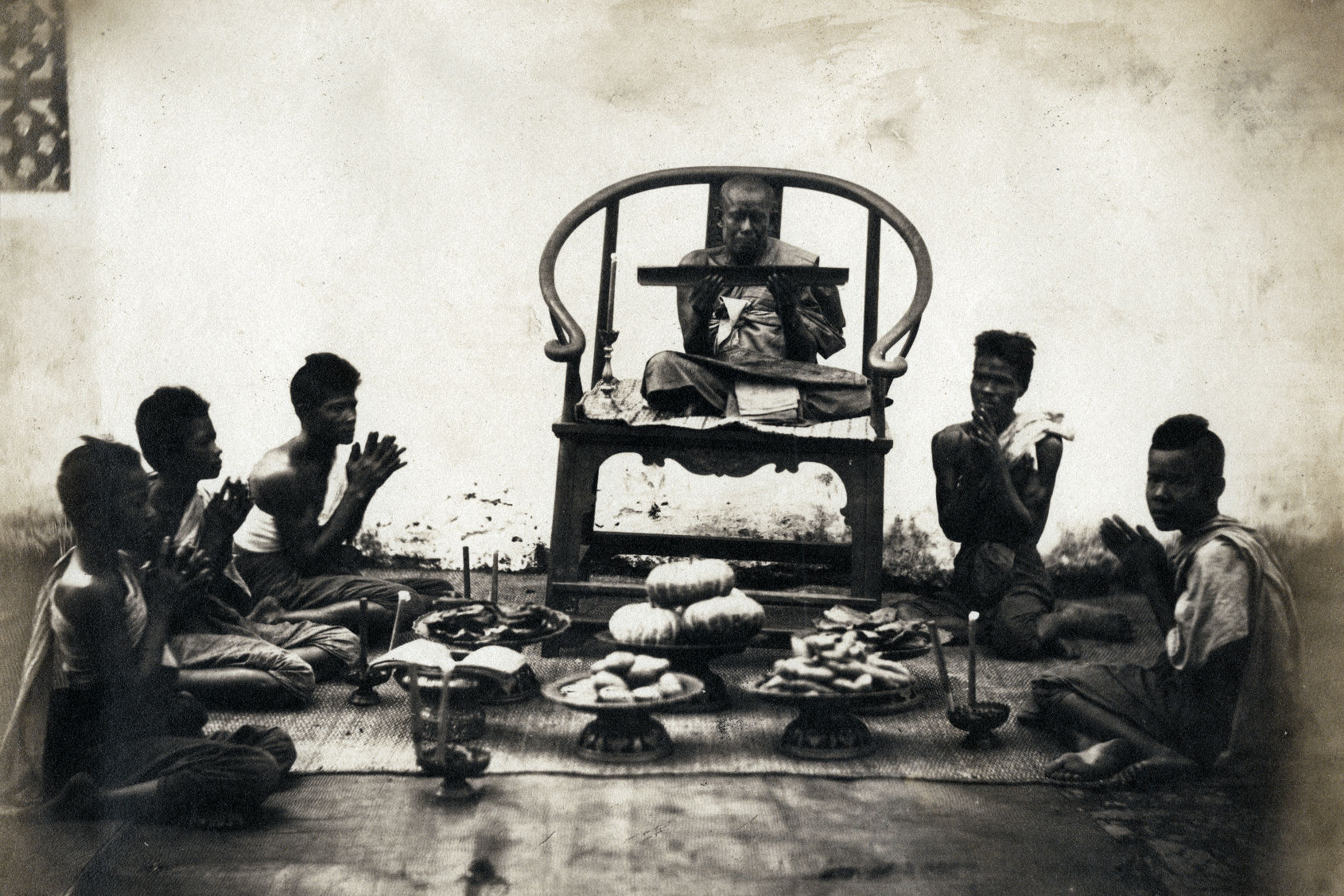
1900年佛教僧侶為暹羅婦女唸誦護經。

泰國佛教主要是上座部佛教。將近95%的泰國人是上座部佛教徒，儘管泰國的佛教混有民間宗教（如祖先崇拜）及源自泰國華人的中國民間信仰的成份。泰國的佛寺有高且金色的窣堵坡。泰國的佛教建築與東南亞其他國家——尤其是柬埔寨和老撾——的類似，因為它們在文化上和歷史上都源於柬埔寨。

### 中國民間信仰（華人民間信仰）
許多泰國華人除了信奉佛教之外，也信奉中國民間信仰，包括祖先崇拜，道教，儒教等華人民間宗教。泰國的中國民間信仰發展出了地方特色，包括崇拜地方神靈。

### 泰國民間信仰
許多暹羅泰族和伊森人信仰多神教的泰國民間信仰，它們與中國民間宗教非常相似。

### 印度教
泰国有数以千计的印度教徒，他们主要住在大城市。泰国早期被高棉帝国统治，有着印度的根源，并且直至今日仍深受其影响。泰国史诗拉玛坚由印度史诗罗摩衍那派生出来。泰国之前的首都阿瑜陀耶源自印度教神羅摩的出生地阿约提亚。婆罗门的礼仪仍很普遍。泰国人不只崇拜佛教，也崇拜印度教的神灵。象头神、因陀羅和湿婆的塑像随处可见。在新曼谷國際機場可见到搅乳海。另一个印度教的影响是迦楼罗，现在是帝制的象征。
根据泰国2005年的统计资料，当前泰国有 52,631名印度教徒，占该国总人口数的0.09%。

## 亞伯拉罕宗教

### 伊斯蘭教

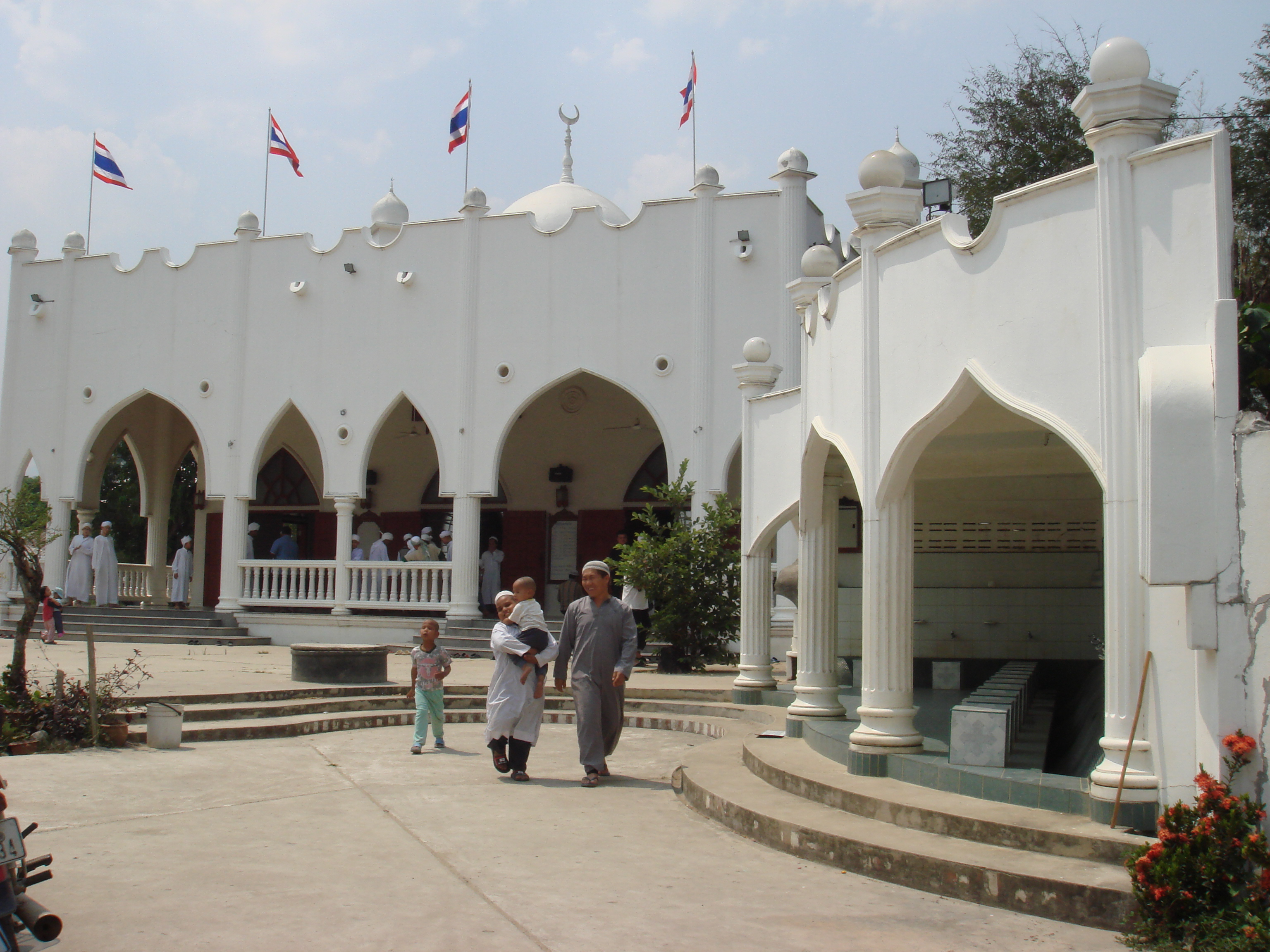
來自中國雲南省的回族穆斯林（จีนฮ่อ）走在泰國北部拜縣的清真寺裡

人們通常認為泰國穆斯林中的大部分人居住在該國南部的三個府份——北大年府、惹拉府及陶公府。然而泰國外交部報道稱只有18%的泰國穆斯林居住在邊境府份。其餘的散居在泰國各地——主要是曼谷及馬來半島。據泰國國家統計局2005年的資料顯示，泰國15歲以上的人口中，南部有30.4%的是穆斯林，而該國其他地區只有低於3%是。
泰國的穆斯林屬於多種文化，他們的祖籍有中國、巴基斯坦、柬埔寨、孟加拉、馬來西亞和印尼，也有一些是本土的泰國人。泰國有三分之二的穆斯林是馬來人，雖然他們不再講馬來語。
泰國2005年的人口調查結果顯示，該國有2,777,542人是穆斯林，占總人口數的4.56%。與其他人相比，穆斯林人口更年輕，其中0~4歲的占6.28%，而85歲以上的只占3.91%。

### 基督宗教

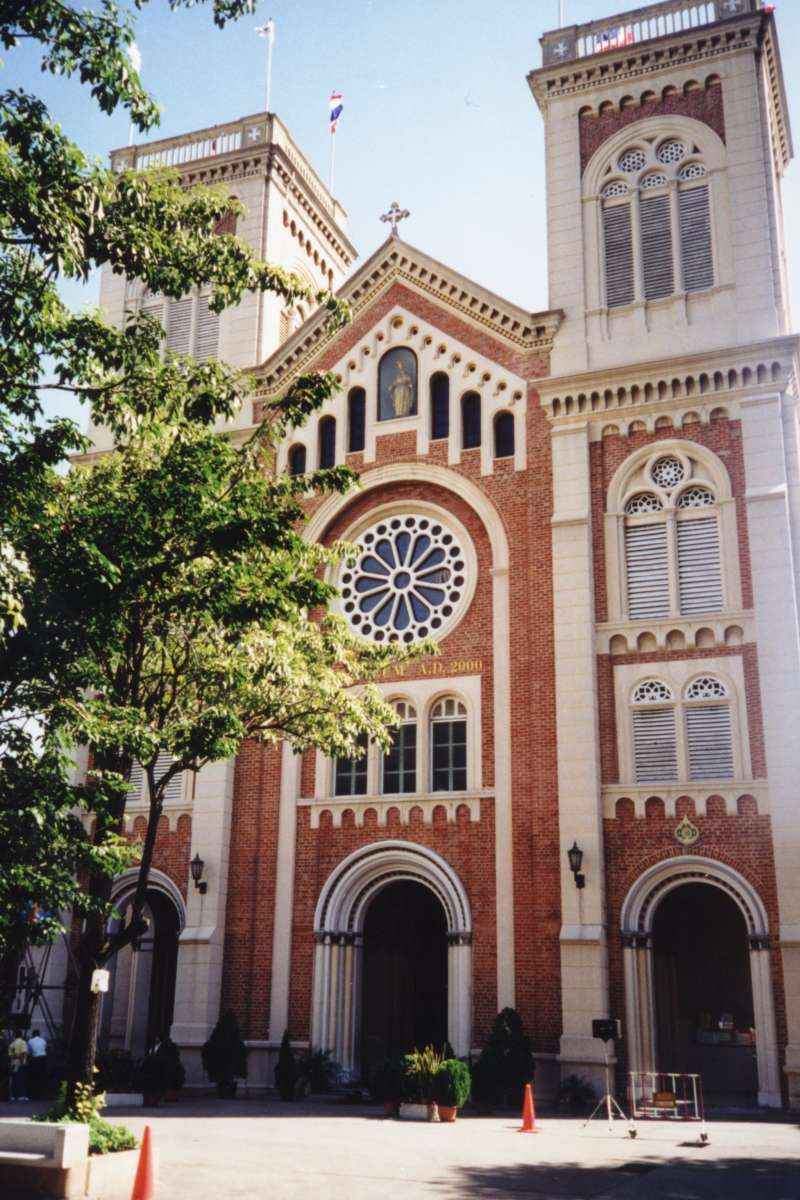
聖母升天主教座堂（天主堂）

泰國很早之前就有了基督徒。1550年左右，葡萄牙僱傭兵和牧師到達阿瑜陀耶，將基督教帶入暹邏。歷史上，基督宗教，包括基督新教與天主教在泰國現代化過程中發揮了重要作用，特別是在社會和教育機構（如孤兒院、中學、大學）中。泰國0.7%的人口是基督徒。
泰國文化部所管轄的泰國宗教局正式認可了五個基督宗教教派：天主教、美南浸信會、基督復臨安息日會、泰國基督教總會（สภาคริสตจักรในประเทศไทย）、泰國基督教聯會（สหกิจคริสเตียนแห่งประเทศไทย）。儘管歷史上泰國用於宗教事務的國家預算限定於佛教，但自1980年代中期始，也有一些預算象徵性地給了基督教團體。
泰國福音派的外國人逐漸增多，他們還建立了教堂和禱告小組。其中最大的是青年使命團（Youth With A Mission）。目前，在泰國有超過200名全職外籍員工和超過100名泰籍員工，分佈在20個地方。另一個宗教組織是海外基督使團，打算取代泰國學校的基督教教師。2012年，來自台灣的台灣基督長老教會（PCT）為台灣的移民會友設立了教會，是為曼谷台灣基督長老教會（CCT）。

### 啟示性宗教
耶穌基督後期聖徒教會及耶和華見證人在泰國未被官方認可，但兩者的傳教士皆已活動多年。

### 猶太教
泰國的猶太人最早可追溯到17世紀，那時一些巴格逹猶太人家庭到了泰國。現在泰國主要的猶太群體是阿什肯納茲猶太人，他們在沙俄以及後來的蘇聯時期逃到了泰國。1970年至1980年間，少量波斯猶太人為躲避迫害，從伊朗到了泰國。泰國大多數猶太人（可能還不到1000人）居住在曼谷，其餘的則居住在普吉、清邁（Rabbi Levi Tzeitlin的家鄉）和蘇梅島的猶太會堂。

## 其他宗教

### 錫克教
第一个到达泰国的锡克教徒叫Ladha Singh ，他1890年到达泰国。二十世纪早期其他锡克教徒紧随其后。1911年时，已有超过一百个锡克教家庭在泰国定居，主要在吞武里（ธนบุรี）地区。当时泰国仍无謁師所（Gurdwara），所以每逢星期日及Gurpurab日，锡克教徒都会轮流在家举行宗教祷告仪式。此后，锡克教徒越来越多，直至1912年，人们决定建立一个謁師所。它坐落于今日曼谷的拍乎叻路，是仿照印度旁遮普邦阿姆利则的哈曼迪爾寺建造的。今日泰国的锡克教徒人数较少，住在城市里，从事零售业。

## 宗教自由
泰國法律保障宗教自由，政府也尊重這種權利。但如果新的宗教團體在教義上或其他方面不為現有的宗教團體所接受的話，則不予註冊。實際中，未註冊的宗教組織可自由運作，政府並未限制未註冊宗教團體的活動。政府在官方場合限制在該國傳教的外國傳教士人數，但未經官方認可的傳教士仍非常多，且能夠自由居住和工作。未有廣泛報道稱人們會因宗教信仰及行為受到社會的辱罵和歧視。然而在南部府份，佛教徒與穆斯林之間由於分離主義者的持續暴力，已變得不相互信任。